# Gračanica (ort i Bosnien och Hercegovina, Federationen Bosnien och Hercegovina, lat 43,73, long 18,28)
Gračanica är en ort i Bosnien och Hercegovina.   Den ligger i entiteten Federationen Bosnien och Hercegovina, i den centrala delen av landet, 14 km söder om huvudstaden Sarajevo. Gračanica ligger 1 173 meter över havet och antalet invånare är 3 871.
Terrängen runt Gračanica är kuperad åt sydost, men åt nordväst är den bergig.Runt Gračanica är det ganska tätbefolkat, med 93 invånare per kvadratkilometer.. Närmaste större samhälle är Sarajevo, 14,1 km norr om Gračanica. 
I omgivningarna runt Gračanica växer i huvudsak lövfällande lövskog.